# Diário do Distrito
O Diário do Distrito é um diário português, com foco no distrito de Setúbal, registado oficialmente na Entidade Reguladora para a Comunicação Social a 28 de janeiro de 2011. Foi a 6 de novembro de 2007 que o projeto é pensado e projetado para satisfazer as necessidades que havia nessa altura no setor de comunicação e no distrito de Setúbal. 
Foi através de um convite por parte de um grupo nacional de media, que o Diário do Distrito inicia a sua atividade nesse mesmo ano, juntando-se a uma parceria que viria a terminar por vontade do grupo em que estava inserido, em 2013. 
O projeto editorial foi desenvolvido numa primeira fase, para fazer cobertura dos principais acontecimentos a nível do distrito de Setúbal, a cobertura jornalística que foi definida, assentou numa base de princípios e objetivos de dar a conhecer ao minuto todo o essencial da informação que ia acontecendo ao longo dos treze concelhos que fazem parte do distrito de Setúbal. 
Em 2012, a Entidade Reguladora para a Comunicação Social, atribui o estatuto de âmbito nacional ao Diário do Distrito, acrescentando por si mesmo, a responsabilidade de mais trabalho e com rigor e isenção, mas não só do distrito de Setúbal, mas também de todo o território nacional. 
A bem da verdade, o Diário do Distrito iniciou o seu caminho pelas vias tecnológicas, a 6 de novembro de 2006, sem que estivesse registado na ERC, pois a lei permite que não esteja quando não existe publicidade nas plataformas, mas foi em 2011 que oficialmente passou a constar da base de dados daquela entidade, o crescimento do projeto assim o obrigou a fazer registo junto da ERC. 
O Diário do Distrito é um meio de informação que reveste a natureza de publicação periódica de temática generalista, de natureza essencialmente regional, local e nacional, tendo a sua sede no Distrito de Lisboa, sendo acessível pesquisar as suas notícias todos os dias em formato digital.
Faz parte do projeto "Ciência na Imprensa Regional", promovido pela Ciência Viva – Agência Nacional para a Cultura Científica e Tecnológica.